# Harenguier

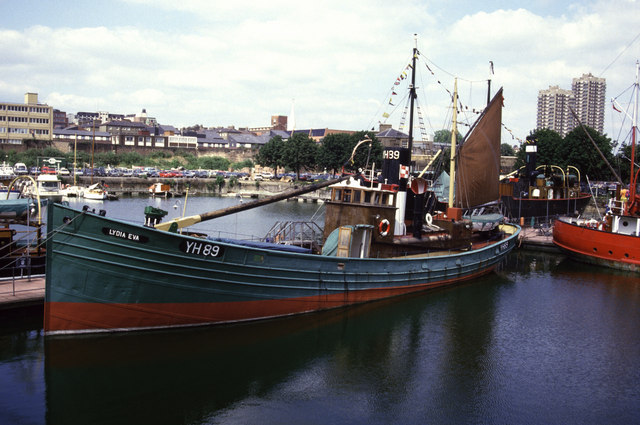
Le Lydia Eva le dernier harenguier à vapeur subsistant de la flotte de pêche au hareng basée à Great Yarmouth

Un harenguier est un type de bateau de pêche. Ils ont été conçus pour pêcher des harengs dans un long filet dérivant. La pêche au hareng avec des harenguiers a une longue histoire aux Pays-Bas et dans de nombreux ports de pêche britanniques, en particulier dans les ports écossais de la côte orientale.

## Histoire

### Pêche
Jusqu'au milieu des années 1960, les flottes de pêche dans la mer du Nord incluaient des harenguiers et des chalutiers, les harenguiers ciblant principalement le hareng, tandis que les chalutiers prenaient la morue, la plie, la raie et l'aiglefin, etc. Au milieu des années 1960, les captures ont fortement diminué, en particulier celle du hareng. En conséquence, la flotte de harenguiers disparut et de nombreux chalutiers ont été adaptés comme navires de service pour les nouvelles plates-formes pétrolières en mer du Nord.
Les harenguiers conservés comme navires musées comprennent le Lydia Eva, un harenguier à vapeur de la flotte de pêche au hareng basé à Great Yarmouth, dans le Norfolk, et le Reaper, un fifie écossais, sorte de lougre, au Musée écossais des pêches (Scottish Fisheries Museum).

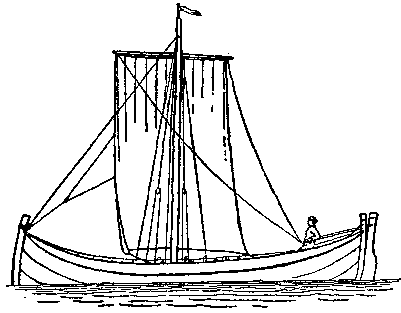
Harenguier scandinave, vers 1200
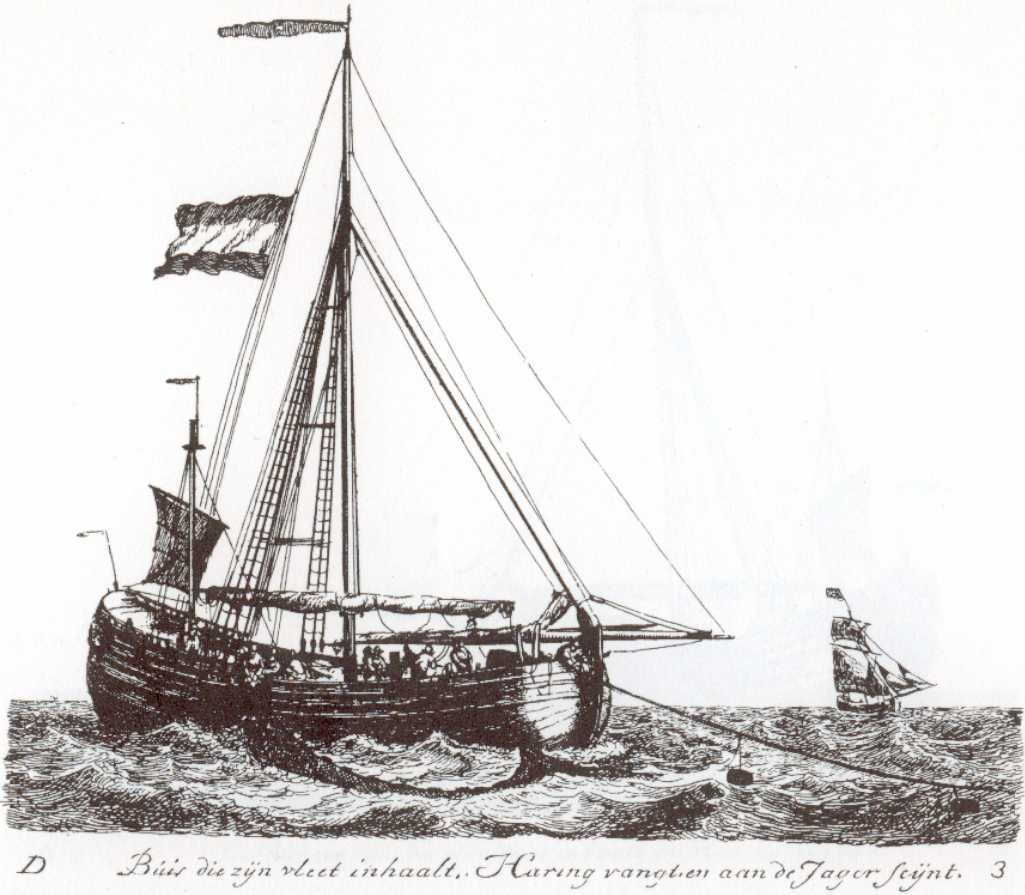
Herring buss hollandais remontant ses filets, vers 1600
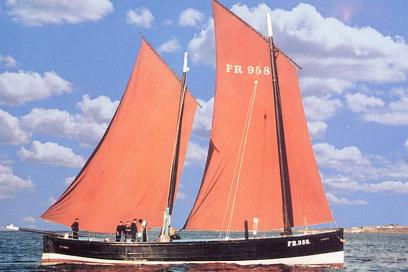
Le Reaper, un fifie restauré, construit à l'origine vers 1902
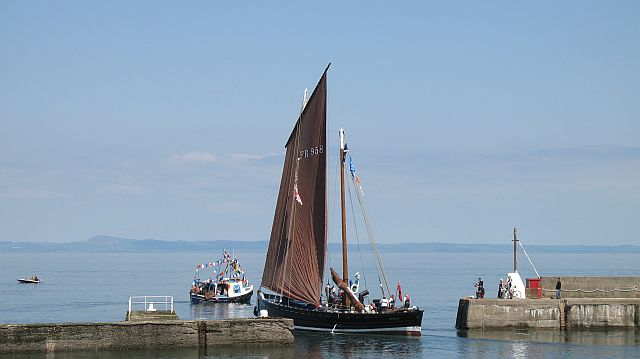
Le Reaper quittant Port Seton. Les fifies comme celui-ci étaient utilisés pour la pêcher au large de la côte écossaise des années 1850 jusqu'au XXe siècle.

### Utilisation militaire

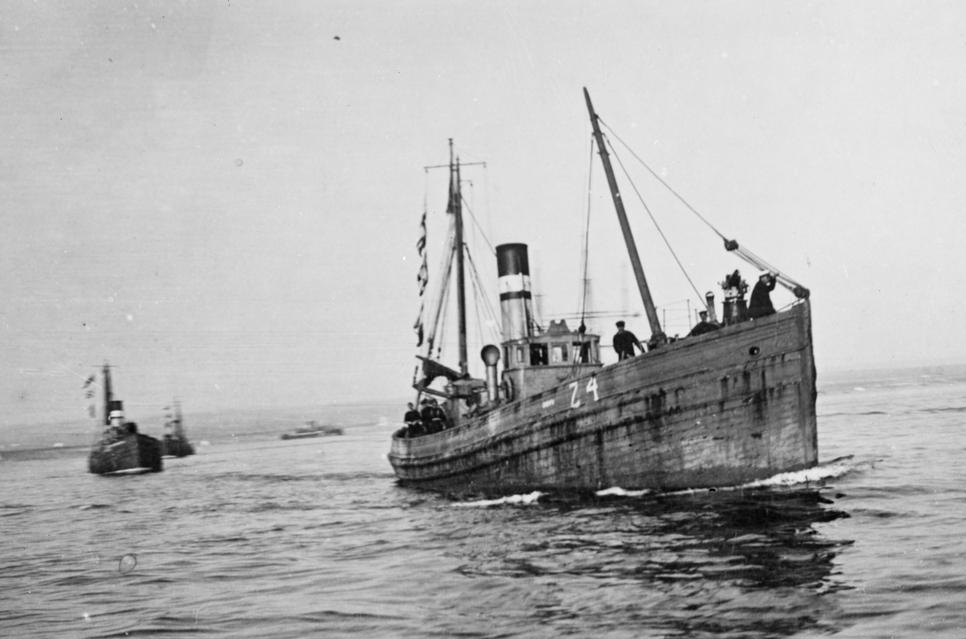
Harenguiers britanniques dans l'Adriatique, faisant route vers le Barrage d'Otrante.

Ces petits bateaux de pêche ont été utilisés pendant la Première Guerre mondiale. Réquisitionnés, ils se virent confier des tâches de patrouilleurs, ou de dragueurs de mines. Dans un certain nombre de cas, ils furent armés d'un canon sur leur avant.
Certains se retrouvèrent comme chasseurs de sous-marins. Il en fut ainsi dans le Barrage d'Otrante qui visait à bloquer la flotte austro-hongroise dans l'Adriatique. Une centaine de ces harenguiers, britanniques, venant de Hull, naviguant en petits groupes et trainant leurs filets, devaient attraper les sous-marins cherchant à passer et devaient alerter les navires de guerre chargés de couler l'intrus.
Opérant par demi-douzaine, ils traînaient des filets d'une longueur totale de 1 000 mètres pour une profondeur de 20 mètres environ. Ces filets métalliques étaient équipés de bouées lumineuses et de grenades. Un sous-marin qui se prenait dans le filet dénonçait sa présence par l'allumage des bouées et/ou la détonation des grenades. Équipés chacun de TSF, les harenguiers pouvaient alors appeler à la rescousse d'autres unités, comme des torpilleurs, mieux armés pour détruire le submersible repéré.
Le 15 mai 1917, toujours dans l'Adriatique, des harenguiers seront attaqués par des croiseurs autrichiens. Certains n'hésiteront pas à engager, avec leur unique canon de 57 mm, les croiseurs ennemis.
L'utilité de ces petits navires conduisit même l'Amirauté britannique à en ordonner la construction de deux types, l'un avec une coque en bois, l'autre avec une coque métallique. 362 exemplaires furent commandés, dont une partie à des chantiers navals canadiens.
La marine française eût recours à l'utilisation du même type de navires. Ils furent utilisés pour des tâches similaires dans le Pas de Calais.